# Pallavolo ai XIV Giochi del Mediterraneo - Torneo femminile
Il torneo femminile ai pallavolo ai XIV Giochi del Mediterraneo si è svolto dal 2 al 15 settembre 2001 a Tunisi, in Tunisia, durante i XIV Giochi del Mediterraneo. Al torneo hanno parteciperanno 12 squadre nazionali di stati che si affacciano sul Mar Mediterraneo e la vittoria finale è andata per la quinta volta, la seconda consecutiva, all'Italia.

## Gironi
| Girone A                                     | Girone B                              |
| -------------------------------------------- | ------------------------------------- |
| Croazia Francia Italia Jugoslavia San Marino | Albania Grecia Spagna Tunisia Turchia |

## Fase finale

### Finali 1º e 3º posto
|  | Semifinali | Semifinali | Semifinali |         |        | 1º/2º posto | 1º/2º posto | 1º/2º posto |  |
|  |            |            |            |         |        |             |             |             |  |
|  | Italia     | Italia     | 3          |         |        |             |             |             |  |
|  | Italia     | Italia     | 3          |         |        |             |             |             |  |
|  | Grecia     | Grecia     | 0          |         |        |             |             |             |  |
|  | Grecia     | Grecia     | 0          |         | Italia | Italia      | 3           |             |  |
|  |            |            |            |         | Italia | Italia      | 3           |             |  |
|  |            |            | Turchia    | Turchia | 0      |             |             |             |  |
|  | Turchia    | Turchia    | Turchia    | Turchia | 0      | 3           |             |             |  |
|  | Turchia    | Turchia    |            |         |        | 3           |             |             |  |
|  | Francia    | Francia    | 0          |         |        | 3º/4º posto | 3º/4º posto | 3º/4º posto |  |
|  | Francia    | Francia    | 0          |         |        |             |             |             |  |
|  |            |            |            |         |        |             |             |             |  |
|  |            |            |            |         |        | Grecia      | Grecia      | 1           |  |
|  |            |            |            |         |        | Grecia      | Grecia      | 1           |  |
|  |            |            |            |         |        | Francia     | Francia     | 3           |  |

## Classifica finale
| Classifica | Squadre    |
| ---------- | ---------- |
|            | Italia     |
|            | Turchia    |
|            | Francia    |
| 4          | Grecia     |
| 5          | Spagna     |
| 6          | Jugoslavia |
| 7          | Croazia    |
| 8          | Tunisia    |
| 9          | Albania    |
| 10         | San Marino |